# Lac de Flaine
Le lac de Flaine est un lac de surcreusement glaciaire agrandi également par la dissolution karstique et situé dans la commune de Magland, à une altitude de 1 416 m. Comme le sous-sol n'est pas étanche, sa taille varie fortement avec un minimum en hiver et un maximum à la fonte des neiges au début du mois de juin. Il forme alors le plus grand lac de montagne de la Haute-Savoie après celui de Montriond.

## Description
Le lac de Flaine se trouve au fond d'un vallon surcreusé par un glacier local qui descendait du sommet de la zone de lapiaz du désert de Platé (Tête Pelouse (2475 m) et Grandes Platières (2480 m)) lors des grandes glaciations. À son extrémité ouest , il est barré par le seuil rocheux du col de Cou (1501 m). D'un point de vue géologique, cette dépression est creusée dans du calcaire de l'Urgonien (130 à 112 millions d'années) et du Néocomien (145 à 130 mio) très facilement attaqué par l'eau et qui ne peut donc pas la retenir. Le fond est toutefois recouvert d'une épaisse couche de limon pouvant atteindre plusieurs dizaines de mètres qui en assure l'étanchéité.
Lors du dernier retrait du glacier de la cuvette, il y a près de 12 000 ans, le lac était plus profond de 20 mètres et occupait tout le fond de la cuvette sur une longueur de 1200 m mais il a rapetissé au fur et à mesure que les pertes devenaient plus actives et accéléraient son évacuation. Il en résulte une longue plaine s'inclinant lentement de 2 % vers l'ouest où se réfugie le lac dans ses basses eaux. 
Actuellement, le lac est alimenté par quatre petits ruisseaux dont trois sont permanents. Deux proviennent du col de Cou tandis que le troisième vient du sud et circulent sous les éboulis. Le principal suit le vallon, il traverse la station de ski de Flaine et sa station d'épuration et a un débit très variable: il peut être à sec mais peut aussi débiter 300 l/s.
La superficie du lac oscille en conséquence et est seulement de 1,5 ha pour 0,8 m de profondeur pendant les basses eaux de l'automne et de l'hiver. Il ne passe toutefois pas en dessous de cette limite car son exutoire principal n'est pas au point le plus bas, mais sur sa rive sud, dans un éboulis. La période de crues se situe à la fonte des neiges pour atteindre une taille de 12 ha pour une profondeur de 10,5 m, valeurs atteintes en 1985-86 autour du 1er juin. Cette valeur semble toutefois plus élevée que dans les décennies précédentes puisque l'eau entoure alors les chalets d'alpage de la plaine du lac et que des sapins ont le tronc dans l'eau pendant plusieurs semaines, ce qui représente des conditions où ils ne devraient pas pouvoir se développer. La cause de l'augmentation des crues printanières est attribuée à la création de la station de Flaine dans les années 1960 qui a entraîné une imperméabilisation des sols (parkings, routes, obturation des lapiaz pour les pistes de ski, etc.) ainsi que la capture d'un supplément d'eau depuis le lac de Vernant. Une autre conséquence est que le lit du ruisseau de Flaine s'est enfoncé de plusieurs mètres à son entrée dans la plaine du lac. En période de hautes eaux, l'eau s'écoule notamment en plus par deux exutoires temporaires supplémentaires situés du côté nord du lac et formant des entonnoirs de 2 à 3 m de diamètre.

## Caractéristiques des eaux
Une température de surface de 13,5° a été relevée le 26 mai 1986. En hiver, le lac peut également geler sur presque toute sa profondeur. Une mesure effectuée en période de hautes eaux a révélé que son pH est relativement alcalin (9,08) pour une minéralisation relativement faible (TH = 4,46 °f essentiellement due à 17,2 mg/l de calcium). Tapissé par un limon fin gris-beige, le lac présente une assez grande turbidité et une transparence de seulement 1 m environ. Contaminé bactériologiquement, il se trouvait vers 1990 dans un état d'eutrophisation avancé en raison du manque de performance de la station d'épuration.
Le lac est régulièrement aveliné en truite arc-en-ciel et truite fario.

## Exutoire
Des traçages réalisés avec 1 kg de fluorescéine ont confirmé que l'eau ressurgit 5 km plus au nord aux sources de chez Party au fond de la vallée de l'Arve à une altitude de 497 m. L'écoulement est rapide puisque l'eau n'a besoin que de 17 h à l'étiage et 12 h 30 en période de crue pour faire cette traversée. La vitesse moyenne est donc de 400 m/h pour une pente moyenne de 17 %.